# Cryptogemma oregonensis
Cryptogemma oregonensis é uma espécie de gastrópode do gênero Cryptogemma, pertencente à família Turridae.